# Jonas Valančiūnas
Jonas Valančiūnas (Utena, 6 mei 1992) is een basketballer uit Litouwen die speelt voor de Denver Nuggets in de NBA. Valančiūnas werd als vijfde gekozen in de NBA Draft in 2011.
- Virtual International Authority File: 3985154260651524480008